# Pablo Blanco Somoza
Pablo Blanco Somoza (19??) és un muntador de cinema espanyol. Ha rebut en tres ocasions (1997, 2011 i 2013) el Premi Goya al millor muntatge per les pel·lícules Airbag, No habrá paz para los malvados i Las brujas de Zugarramurdi. També ha estat nominat a aquest premi per les pel·lícules Acción mutante i La madre muerta.
També ha treballat de muntador de so en les pel·lícules Acta General de Chile (1986), El sueño del mono loco (1989) i Yo soy ésa (1990).